# أود بول
أود بول (بالنرويجية البوكمول: Odd Bull)‏ هو ضابط وطيار نرويجي، ولد في 28 يونيو 1907 في أوسلو في النرويج، وتوفي في 8 سبتمبر 1991.